# Iossif Dawydowitsch Kobson

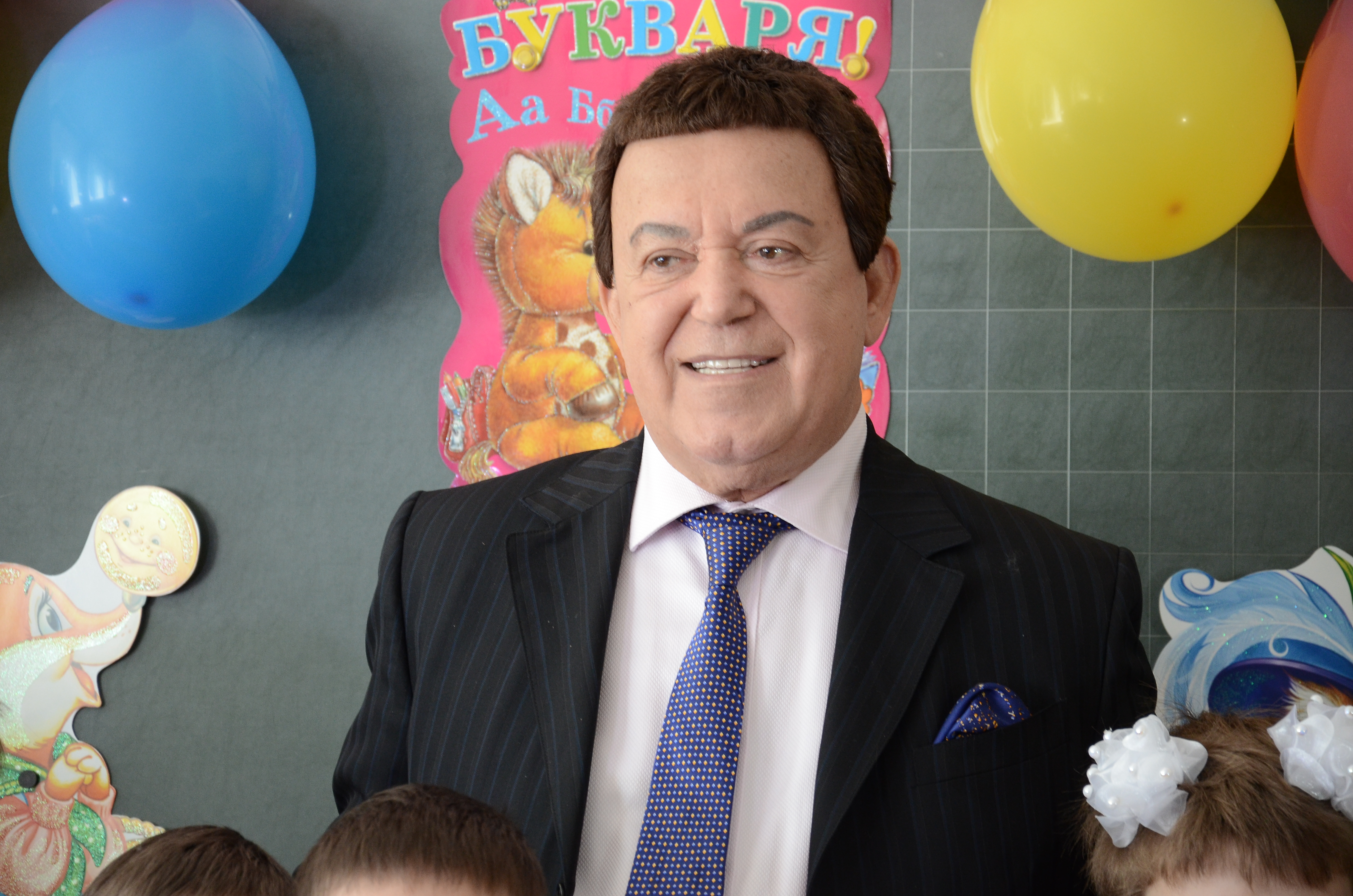
Iossif Kobson (2015)

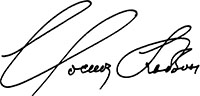
Signatur

Iossif Dawydowitsch Kobson (russisch Иосиф Давыдович Кобзон; * 11. September 1937 in Tschassow Jar, Oblast Donezk, Ukrainische SSR, Sowjetunion; † 30. August 2018 in Moskau, Russland) war ein sowjetischer bzw. russischer Sänger und Politiker.

## Leben

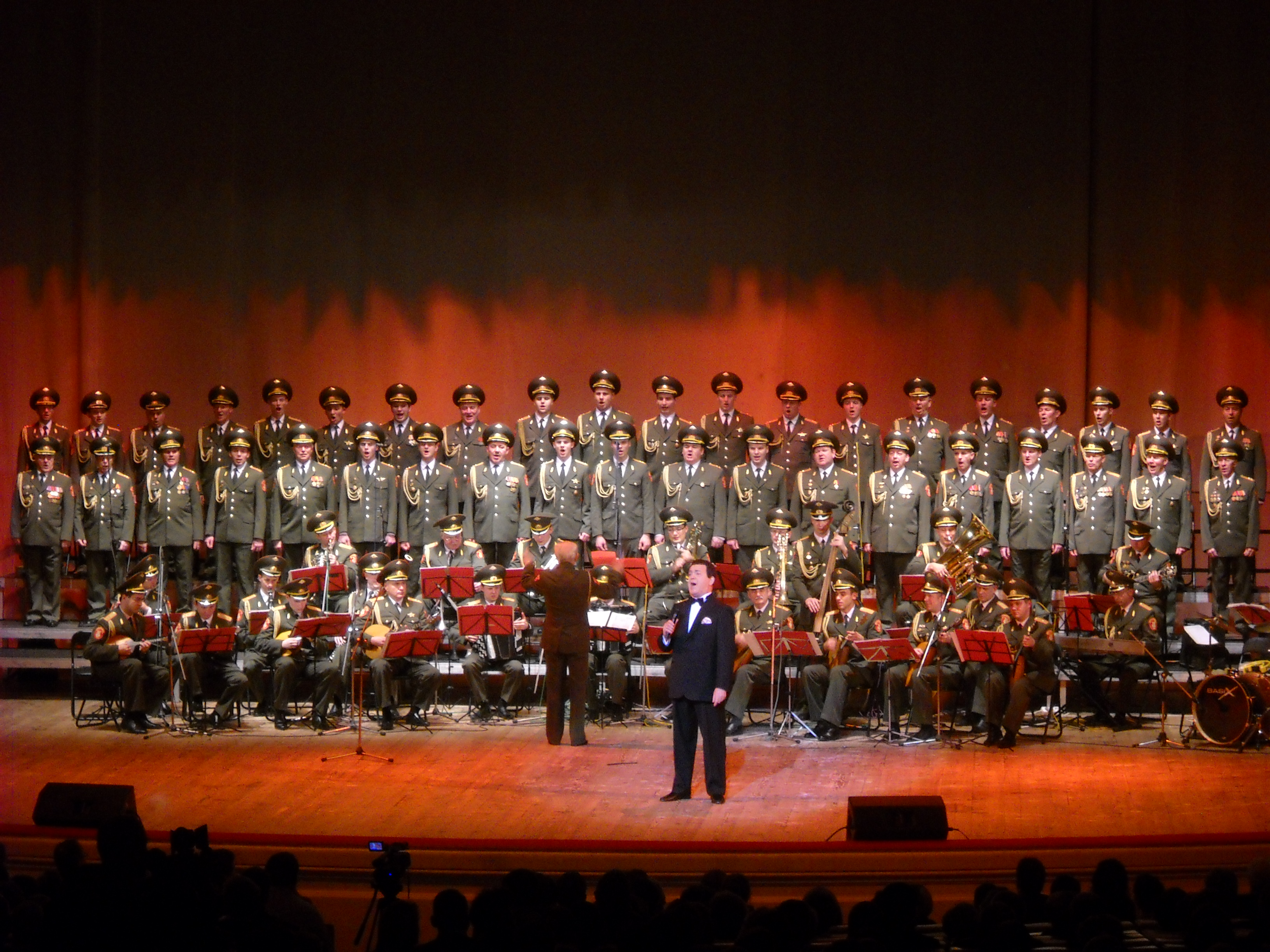
Das Alexandrow-Ensemble mit Kobson im Oktober 2009

### Familie und Ausbildung
Kobson stammte aus einer jüdischen Familie und wuchs in einfachen Verhältnissen im Donezbecken auf. Während des Zweiten Weltkriegs wurde die Familie ins usbekische Jangijul bei Taschkent evakuiert. Kobsons Vater kämpfte in der Roten Armee, wurde 1943 schwer verwundet und in Moskau behandelt. Dort lernte er eine andere Frau kennen und kehrte nach dem Krieg nicht mehr zu seiner Familie zurück.
Der junge Iossif zog mit seiner Mutter 1944 wieder zurück in die Ukraine, wo sie sich in Kramatorsk niederließen. Dort übte er in seiner Jugend den Boxsport aus und studierte später Bergbau an der Universität in Dnepropetrowsk.
Nach seinem Militärdienst absolvierte er von 1958 bis 1962 eine musikalische Ausbildung am Gnessin-Institut in Moskau. In den folgenden Jahrzehnten avancierte der Bariton zu einem der populärsten Sänger der Sowjetunion.
1983 wurde Kobson zum Vorwurf gemacht, auf einer offiziellen Veranstaltung jüdische Lieder vorgetragen zu haben, und er wurde daraufhin aus der KPdSU ausgeschlossen, bald danach aber rehabilitiert. Auch nach dem Zerfall der Sowjetunion setzte Kobson seine Karriere erfolgreich in Russland fort.

### Politisches und gesellschaftliches Engagement
Kobson war Vorsitzender des Ausschusses für Öffentlichkeitsarbeit bei der Föderation Jüdischer Gemeinden Russlands und Mitglied der Regierungspartei Geeintes Russland. Seit 1997 war Kobson Abgeordneter der Duma.

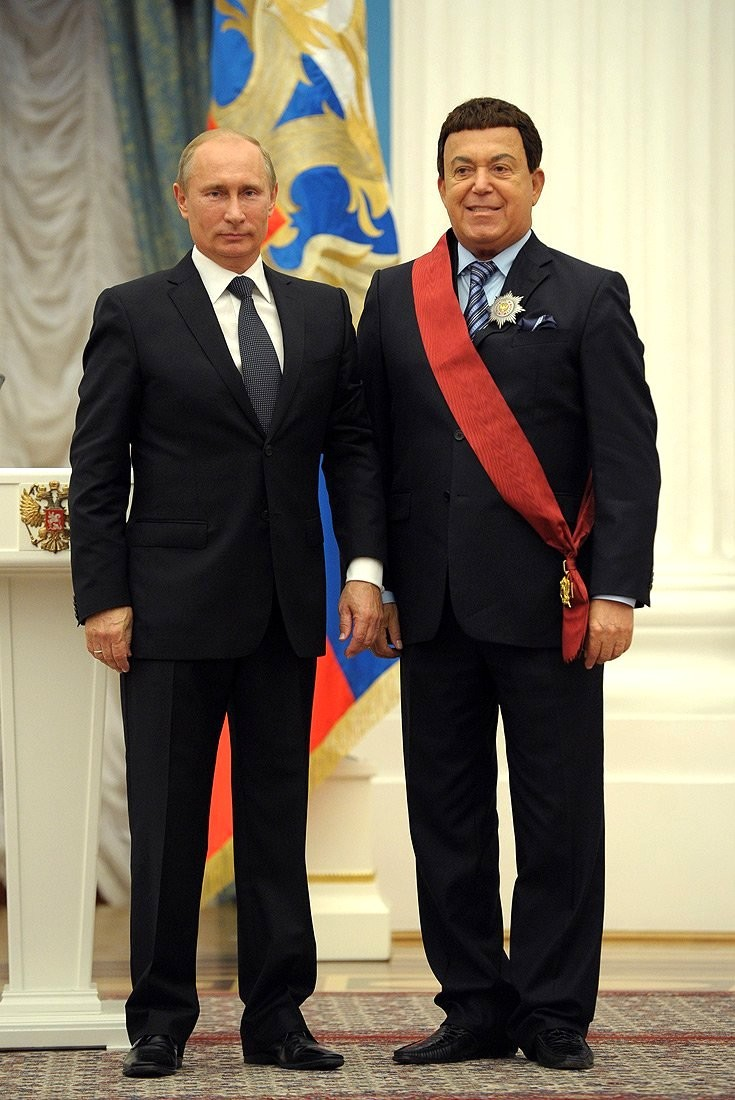
Kobson 2012 mit Putin

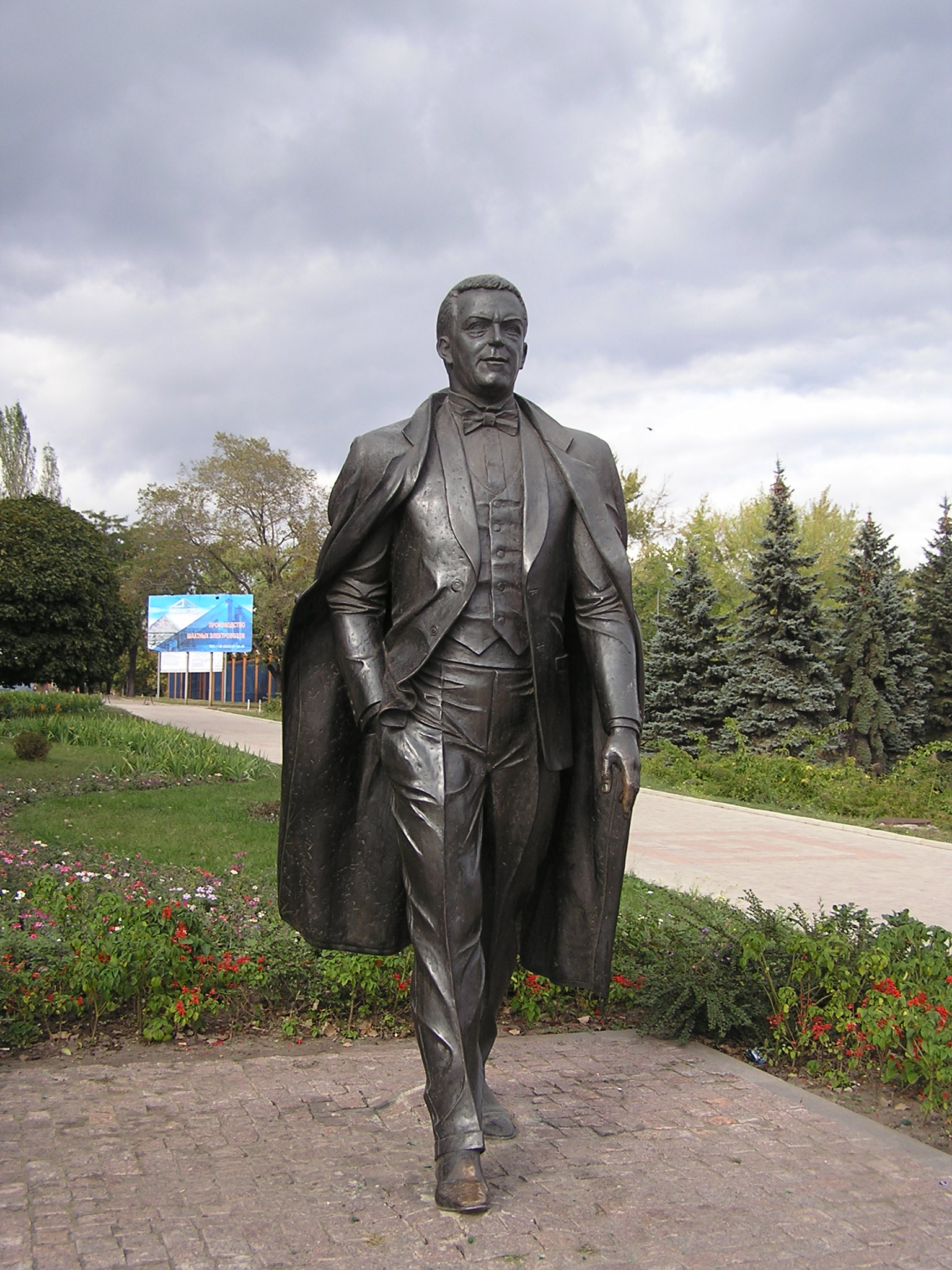
Kobson-Denkmal (A. I. Rukawischnikow, 2003), Donezk

Kobson wurde wiederholt als „russischer Frank Sinatra“ bezeichnet. Die Charakterisierung bezog sich zum Teil auf seinen Bekanntheitsgrad beziehungsweise auf seinen Gesangsstil, gelegentlich aber auch auf ihm nachgesagte Kontakte zum organisierten Verbrechen. 1995 wurde ihm aus diesem Grund ein Visum für die USA aberkannt. Kobson galt als enger Vertrauter des ehemaligen Moskauer Bürgermeisters Juri Luschkow.
Während der Geiselnahme im Moskauer Dubrowka-Theater 2002 ging Kobson zu Verhandlungen mit den Geiselnehmern und brachte dabei eine Frau und drei Kinder aus dem Gebäude heraus.
Kobson, dessen familiäre Wurzeln im Gebiet Donezk liegen, hat in der Öffentlichkeit wiederholt seine Unterstützung für die 2014 im russischen Krieg in der Ukraine proklamierten sogenannten Volksrepubliken Lugansk und Donezk ausgedrückt und gab sich als Moskauer „Honorarkonsul“ der letzteren aus. So war er an der Organisation russischer „Hilfskonvois“ beteiligt, und mehrmals trat er in Donezk gemeinsam mit Separatistenführer Alexander Sachartschenko auf. Durch diesen ließ er sich 2016 auch in dessen Volksrepublik einbürgern.
Neben seinem Engagement für die Idee eines „Neurusslands“ war Kobson prominenter Befürworter der russischen Annexion der Krim. In der Folge wurde ihm 2014 die Einreise in die Ukraine und nach Lettland untersagt, und im Februar 2015 wurde er in eine erweiterte Sanktionsliste der Europäischen Union aufgenommen, was er vorgeblich begrüßte. Trotzdem gelang es Kobson, der an Prostatakrebs erkrankt war, durch die Fürsprache Wladimir Putins, zwecks medizinischer Behandlung eine Einreiseerlaubnis in die Mitgliedsstaaten der Europäischen Union zu erhalten.

## Ehrungen
Im Verlauf seiner Karriere erhielt Kobson viele staatliche Auszeichnungen, so den Staatspreis der UdSSR und die Auszeichnung Volkskünstler der UdSSR. Im Dezember 1991 wurde er ferner als Volkskünstler der Ukraine ausgezeichnet. 2012 wurde er mit dem Verdienstorden für das Vaterland 1. Klasse ausgezeichnet. Im April 2016 wurde ihm der Titel Held der Arbeit der Russischen Föderation verliehen.
Zu seinen Ehren ist außerdem der Asteroid (3399) Kobzon benannt.